# Transradio (La Plata)
Transradio es una localidad argentina ubicada al noroeste del partido de La Plata, en la provincia de Buenos Aires, a 13 km del centro de la Ciudad.
En 1935 estas tierras eran parte de la estancia La Dora, año en que fueron adquiridas por la empresa Transradio Internacional para montar una planta receptora. Una vez adquirida se construye una casona que aún hoy perdura dentro del Parque Ecológico Municipal de La Plata. En 1970 cuando Transradio se queda sin la concesión de las telecomunicaciones, la Municipalidad de La Plata adquiere el terreno para poner en una marcha el Parque Ecológico Municipal Pereyra Iraola, uno de los atractivos de la ciudad.